# Alexandre de Bourbon
Alexandre de Bourbon, dit le bâtard de Bourbon,  mort en 1440, est le fils illégitime de Jean Ier de Bourbon, duc de Bourbon et comte de Clermont et de Forez.
Il combat contre les Anglais lors de la guerre de Cent Ans, mais en profite également pour piller les Français pour son enrichissement. Après la signature du traité d'Arras, il se lance dans le brigandage et ravage le Bassigny, le Langrois et la Lorraine.
Lors de la Praguerie, révolte initiée par son demi-frère le duc de Bourbon en 1440, il parvient à convaincre le dauphin de les rallier contre son père le roi de France. Mais celui-ci le convoque à Bar-sur-Aube où il est arrêté, jugé puis noyé dans un sac.

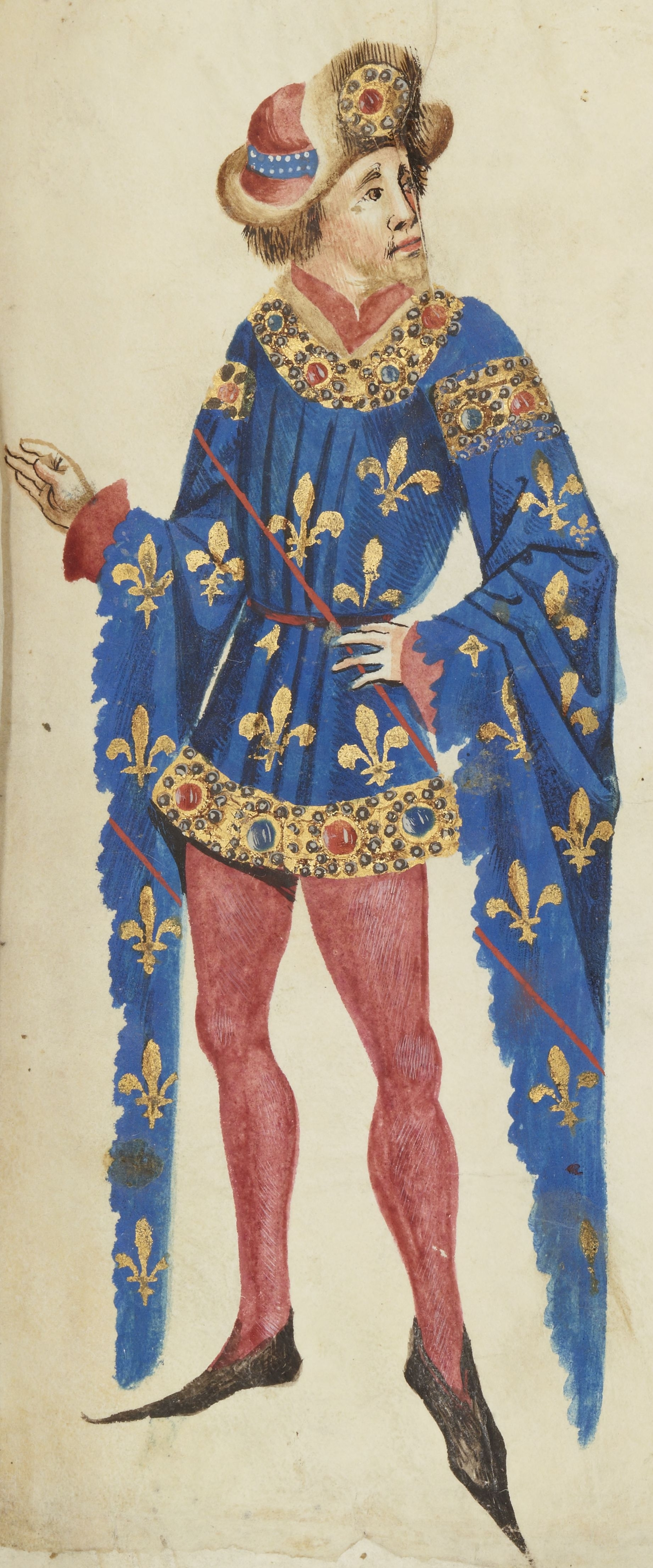
Le duc Jean Ier de Bourbon, père naturel d'Alexandre, bâtard de Bourbon.

## Biographie

### Début de carrière
Alexandre, bâtard de Bourbon, est le fils illégitime de Jean Ier de Bourbon, duc de Bourbon et comte de Clermont et de Forez, et d'une femme inconnue. De par cette ascendance, il possède donc des origines capétiennes et est cousin des rois de France.
Il est destiné très jeune à la vie religieuse et devient chanoine à l'église Notre-Dame de Beaujeu, mais il quitte rapidement cet établissement pour se consacrer à la vie militaire.

### Au service du roi de France
Au cours de la guerre de Cent Ans, il combat pour le roi de France Charles VII contre les Anglais. Il acquiert une réputation de brillant chevalier, mais celle-ci est ternie par son penchant pour les vices et les crimes les plus odieux. De plus, il possède dans son entourage une troupe d'hommes violents ayant aussi peu de scrupules que lui.
Au cours des différents conflits, il combat sans relâche les Anglais tout en pillant les Français pour son profit personnel, gagnant ainsi le surnom de l'Écorcheur. Mais, dans sa guerre, le roi a besoin de toutes les forces disponibles et se voit forcé de faire appel à ses services.

### De soldat à écorcheur

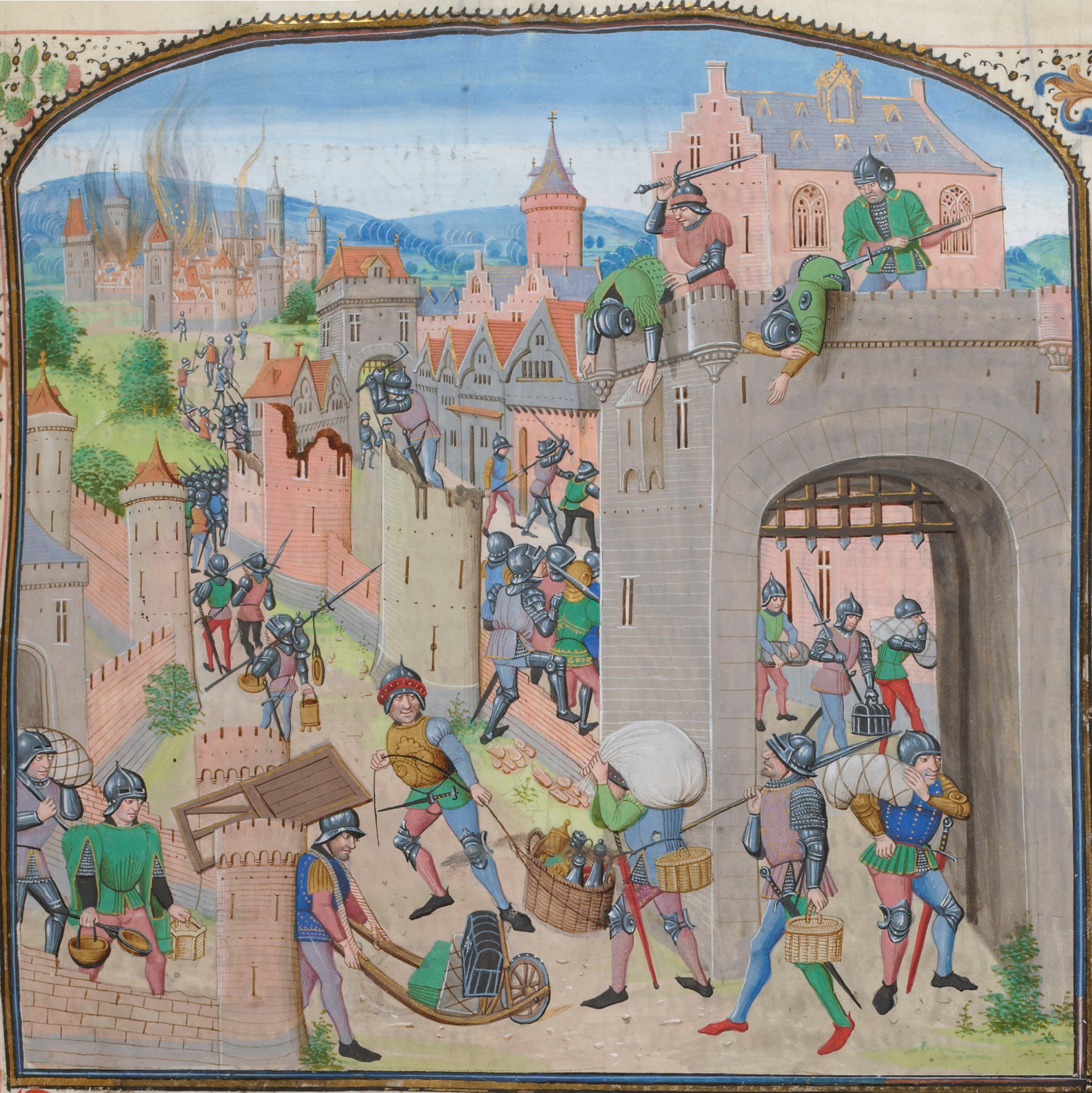
Enluminure représentant la prise et la mise à sac d'une ville par des hommes de guerre. Chroniques de Jean Froissart.

Après la signature du traité d'Arras en 1435 qui met fin à la guerre civile entre Armagnacs et Bourguignons, le bâtard de Bourbon se retrouve sans guerre à mener et une armée à entretenir. Sa bande de soldats se mue ainsi en une bande de routiers, également appelé écorcheurs, dont il est le chef.
Il part alors de Saint-Fargeau à la tête de près de 5 000 hommes et se dirige vers la Lorraine qu'il ravage en grande partie, avant de se diriger vers le Bassigny. En 1437, il prend la ville de Chaumont, qu'il saccage et en fait sa place d'armes. Mais la peste apparait et le force à quitter la ville.
Il reste ensuite pendant deux années dans le pays de Langres qu'il ravage, mais sans toutefois parvenir à prendre la ville. Puis, en 1439, il prend La Mothe-en-Bassigny et y reste un mois durant avant de rendre la ville à ses habitants en échange d'une forte somme d'argent. Il repart ensuite en direction de Langres, mais est repoussé par Jean IV de Vergy qui tue un grand nombre de ses hommes et récupère une partie de son butin.

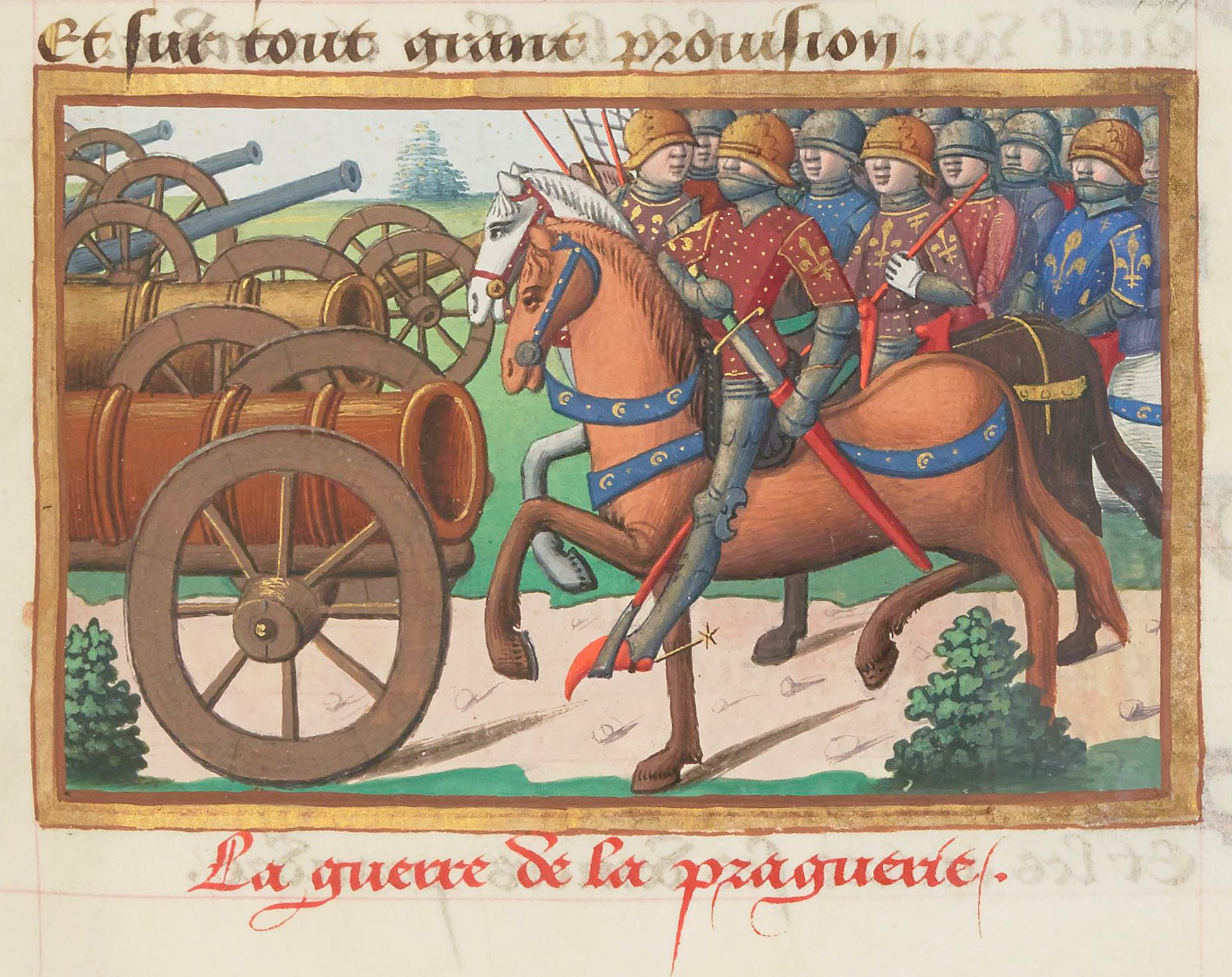
La guerre de la Praguerie.
Enluminure du manuscrit de Martial d'Auvergne, Les Vigiles de Charles VII (roi de France), vers 1484.

### Rôle lors de la Praguerie
En 1440, son demi-frère Charles Ier, duc de Bourbon, est l'un des principaux instigateurs de la Praguerie, une révolte contre le pouvoir royal qui a ordonné une réforme de l’armée, qui ferait que les troupes d'écorcheurs seraient incorporées à l’armée permanente et qui instaure un système de taille perpétuelle pour les financer. Le duc ayant parfois recours à ces compagnies ne souhaite donc pas que le roi soit le seul à en disposer.
En février 1440, le bâtard de Bourbon parvient à persuader le dauphin, le futur Louis XI, de l'intérêt d'une alliance avec les principaux capitaines de royaume contre son père, et parvient à lui faire quitter de son plein gré le château de Loches où il réside, pour aller à Moulins où plusieurs partisans de la révolte l'y attendent. Le dauphin peut ainsi espérer une éventuelle régence, voire accéder au trône plus tôt que prévu.
Il tente ensuite en vain de convaincre le duc de Bourgogne Philippe le Bon de les rejoindre, puis le roi parvient à briser la révolte.

### Fin de vie

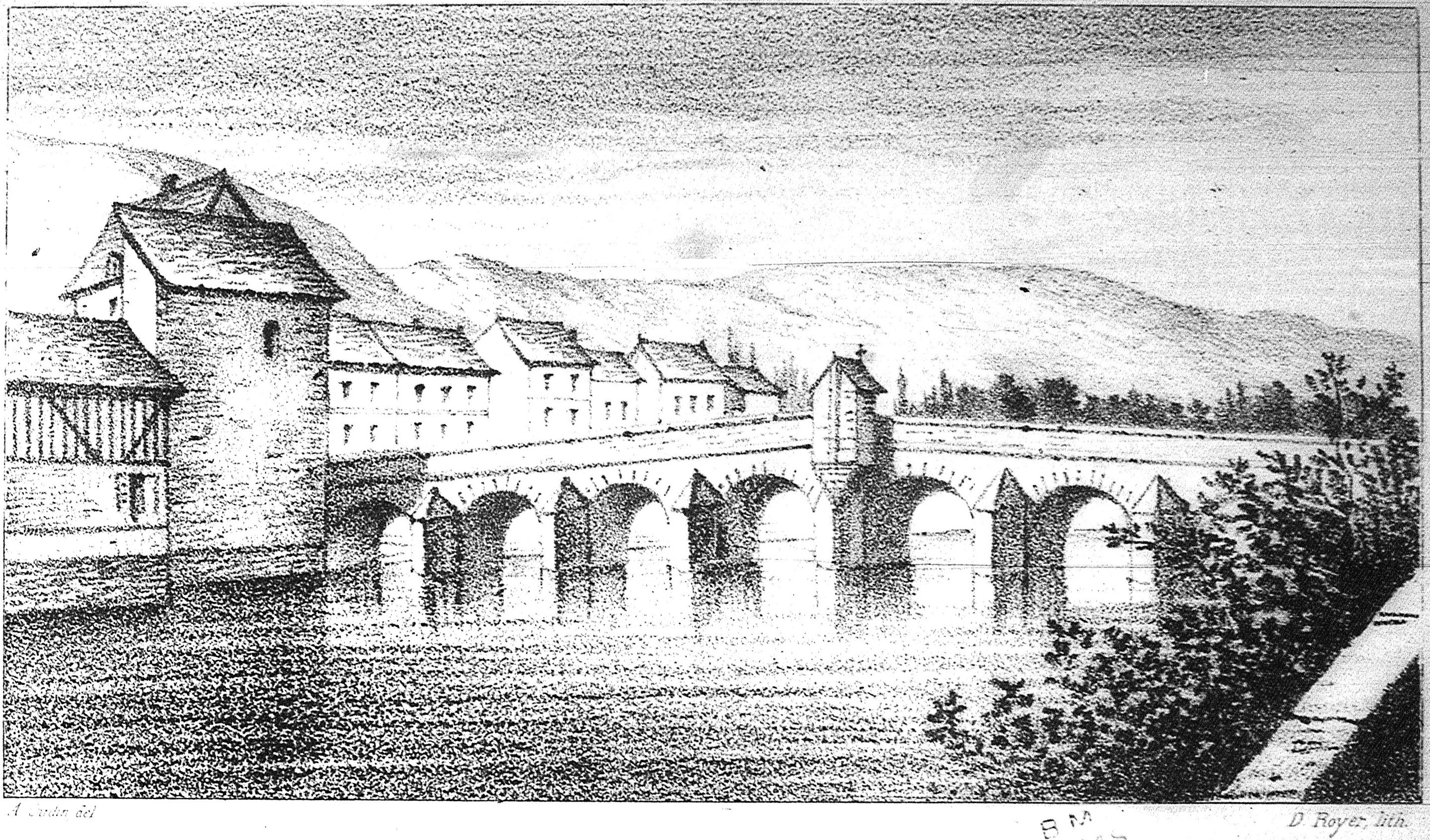
Pont de Bar-sur-Aube d'où fut jeté Alexandre, bâtard de Bourbon, avec en son centre la chapelle expiatoire élevée à sa mémoire par ses partisans.

À la suite de ses méfaits, en 1440, le roi Charles VII en personne se déplace en Champagne et le convoque à Bar-sur-Aube. Le bâtard de Bourbon s'y rend avec une faible troupe mais ne se méfie pas assez de la rancœur du roi, qui n'a pas oublié son rôle lors de la Praguerie. À peine arrivé, il le fait arrêter, juger et condamner. Le bâtard est alors enfermé dans un sac qui est ensuite recousu avant d'être précipité dans l'Aube du haut d'un pont, avec comme inscription : « Laissez passer la justice du roi ».
Les partisans du bâtard de Bourbon récupèrent néanmoins son corps pour lui rendre les derniers honneurs et une petite chapelle est érigée par la suite sur le pont d'où il a été jeté.

## Arts et lettres
La fin de la vie du bâtard de Bourbon est racontée de manière romancée dans le roman historique Alexandre bâtard de Bourbon, de l'écrivain Patrick Drouot et paru le 1er novembre 2018.